# Centre de Documentació del Memorial Democràtic
El Centre de Documentació del Memorial Democràtic és un centre especialitzat en informació sobre el període històric comprès entre 1931 i 1980 a Espanya. Està compost per dos fons. D'una banda, la biblioteca especialitzada en memòria democràtica, Segona República Espanyola, Guerra Civil Espanyola, repressió franquista, exili i desplaçats i refugiats de la guerra. I, de l'altra, del Banc Audiovisual de Testimonis del Memorial Democràtic (un arxiu audiovisual de testimonis sobre la cronologia històrica esmentada). La seva tasca fonamental serà la d'oferir eines per l'estudi i el coneixement de la història contemporània, mitjançant el fons bibliogràfic i generant i actualitzant una base de dades informatitzada de testimoniatge oral. Després d'estar ubicat en diferents seus s'instal·larà definitivament en l'antic edifici d'Edicions 62 al barri del Raval de Barcelona
En la dècada del 2000, hi ha hagut una eclosió del moviment de recuperació de la memòria històrica. Les associacions de víctimes i els nets dels qui visqueren el Franquisme n'han estat els principals impulsors. L'any 2000 s'obrí una de les fosses comunes de la Guerra Civil a Priaranza del Bierzo (Lleó). El net d'una de les víctimes enterrada en aquesta fossa creà, aleshores, l'Associació per a la Recuperació de la Memòria Històrica (ARMH), amb l'objectiu de conèixer i fer públic el caràcter i els efectes de la repressió franquista. A partir de l'obertura d'aquesta fossa i de la creació de l'ARMH, va començar a sorgir, per altres territoris de l'Estat Espanyol, tot un moviment civil que reclamava l'obertura de la resta de fosses i l'anàlisi crítica i oberta de la història recent. En aquest context, la recollida del testimoni oral ha pres importància.

## Fons del Centre de Documentació

### Biblioteca especialitzada
La biblioteca especialitzada compta amb un fons de llibres sobre la memòria democràtica, la Segona República, la Guerra Civil, la repressió franquista i l'exili i els refugiats de la Guerra. Actualment, el seu fons és de 7.000 llibres.

### Banc Audiovisual de Testimonis del Memorial Democràtic
El Banc Audiovisual és una base de dades d'entrevistes, en català i castellà, a testimonis orals, sobre el període històric comprès entre 1931 i 1980: exiliats, desplaçats, refugiats, represaliats, expresos polítics i persones anònimes que patiren la repressió franquista, entre d'altres. Va ser presentat per primera vegada al públic en el trancurs del XVIII Congrés d'Història Oral que va tenir lloc a Barcelona entre el 9 i el 12 de juliol de 2014

#### Origen
El marc legal en el qual es desenvolupa la creació del Banc és la llei del Memorial Democràtic 13/2007 (24-10-2007), a on en l'article 3, es defineix com una de les funcions del Memorial: "la difusió del patrimoni democràtic i dels espais de la memòria, amb la creació d'un fons informatiu integrat per un servei d'informació documental, un portal informàtic, un banc de dades audiovisuals i bases de dades, i també l'organització d'exposicions".
Els professionals de la comunicació Ricard Belis i Montse Armengou, l'any 2008, realitzaren un estudi dels bancs de testimonis més significatius del món: "Os nomes as voces, os lugares" a Galícia, "Memoria Abierta" a l'Argentina i "Fortunoff Video Archive for Holocaust Testimonies" als Estats Units, entre d'altres. A través de l'estudi i la valorització d'aquestes experiències testimonials es redactà la "Proposta de creació del Banc Audiovisual del Memorial Democràtic".

#### Descripció
El Banc es nodreix de les entrevistes realitzades a testimonis del període comprès entre 1931-1980. El Memorial subvenciona a ajuntaments, consells comarcals i entitats sense finalitat de lucre, que portin a terme activitats commemoratives i de difusió de la memòria democràtica, perquè les puguin duu a terme. Les característiques de les entrevistes són l'heterogeneïtat i la transversalitat temàtica (tracten des de la repressió política fins a la vida quotidiana), l'extensió geogràfica per tot el territori català, zones rurals i zones urbanes, la representativitat tant d'homes com dones i el fet que el perfil dels informants és divers (des de destacades i conegudes personalitats del món polític, sindical o intel·lectual fins a persones anònimes). La tasca fonamental del Banc Audiovisual és la d'aplegar, conservar, gestionar i difondre el patrimoni oral contemporani de Catalunya.
El Banc permet visionar les entrevistes completes o accedir, tan sols, a fragments concrets d'aquestes, a través de la cerca per matèries i paraules clau del tesaurus. La totalitat de les entrevistes consta de dos fitxers: un amb àudio i l'altre amb vídeo. Totes les entrevistes estan transcrites íntegrament i són indexades mitjançant un tesaurus específic sobre memòria democràtica, que ha estat desenvolupat a través d'un conveni entre el Memorial Democràtic i el Servei de Documentació d'Història Local de Catalunya de la Universitat Autònoma de Barcelona. Donat el seu caràcter plural, el fons del Banc està obert a un ampli ventall d'usuaris: professors o investigadors universitaris, estudiants de tercer cicle o doctorat, erudits locals, professorat i alumnat de secundària i batxillerat, entitats culturals i socials, associacions de memòria històrica, com en general, a qualsevol ciutadà que tingui inquietud pel coneixement de la història recent Catalunya.
El Banc utilliza com sistema de gestió de continguts el programari Dédalo, eina de codi obert de recerca de Patrimoni Cultural Immaterial i Història Oral.